# Спокойная неделя в доме
«Спокойная неделя в доме» (чеш. Tichý týden v domě) — короткометражный сюрреалистический анимационный фильм чешского режиссёра Яна Шванкмайера. Фильм был снят после возвращения Шванкмайера и его семьи из Австрии в Чехословакию.

## Сюжет
Безымянный мужчина, на вид лет пятидесяти, соблюдая конспирацию, быстро и суетливо пробирается в заброшенный дом, в котором проводит неделю. Вместе с собой он принёс чемодан, в котором находятся календарь, свёрток со связкой динамита, коловорот, предметы личной гигиены. Все шесть дней проходят вполне одинаково: он сверлит дыру в одной из дверей и через неё следит за происходящим в комнатах. После чего мужчина зачёркивает прошедший день в календаре и ложится спать в коридоре. То, что происходит в комнатах, носит весьма странный и фантастический характер.
1. В первой комнате мужчина видит, как жестяная коробка конфет опрокидывается, и из неё выпадают конфеты. Позже оказывается, что это были ржавые шурупы, завёрнутые в фантики. Шурупы разной величины высвобождаются из фантиков и направляются к печатной машинке, чтобы затем встать на её кнопки головками вверх.
2. Во второй комнате из стены вылезает язык, размером с большой кусок сырого мяса. Он спускается на комод и первым делом открывает ящик, в котором хранится грязная посуда. После того, как язык слизал различные остатки, он залезает в мясорубку, которая самостоятельно прокручивает его. Однако в результате на тарелке оказывается не прокрученное мясо, а трубочки из газетных вырезок.
3. В третьей комнате стоит кухонный сервант. На полу - заводная игрушка в виде петушка и тарелка с зерном. Петушок заводится и пытается подобраться к тарелке, однако к ключику привязана верёвочка, за которую тянет невидимая сила, из-за чего игрушка вновь оказывается на исходной точке. После двух неудачных попыток верёвочка обрывается и петушок добирается до своей цели. Это не радует сервант, и из его шкафчиков и ящичков вылезает некое подобие глины, которое падает на прямо на пятушка, клюющего зернышки. Глины становится всё больше, и в итоге петушок ломается под её напором и "погибает".
4. В четвёртой комнате находится белый стол со стулом и, в качестве источника света, подвесная люстра. Из ящика стола по очереди вылетают пять птиц, но из-за того, что они взлетели выше люстры, они погибают, и их перья осыпаются вниз. Ощипанные птицы висят на стене, а их перьями покрывается стул. Тот запрыгивает на стол, пытается взлететь, но тщетно: он падает, разбиваясь в щепки.
5. В пятой комнате висит пиджак, в котором хранится шланг. Он выползает из пиджака и направляется к банке с цветами, стоящей на столе неподалеку. Затем выкачивает всю воду и быстро возвращается на место. После этого цветы мгновенно вянут и сгорают, а банка разбивается. Тем временем, пиджак "мочится" добытой водой на пол.
6. В шестой комнате находятся шкаф и моток проволоки. Проволока проникает в шкаф через замочную скважину. Шкаф открывается, и становится понятно, что проволоку изнутри тянет вставная челюсть, висящая на двери. Также в шкафу висит несколько свиных ножек, которых со временем протыкает и опутывает проволока.

На седьмой день мужчина бреется, достаёт из свёртка динамит и вставляет по палке в каждую просверленную дыру. Собрав все свои вещи, он устанавливает часовой механизм снаружи и собирается скрыться, но внезапно вспоминает, что забыл зачеркнуть седьмой день недели. Он бегом возвращается в дом, зачёркивает последний день, а затем, с чемоданом и пальто в руках, убирается восвояси.

## Технические решения
Этот фильм стилистически разделён на два мира: реальный и сюрреалистический. В реальном мире операторская работа выглядит примитивно, даже похожей на любительскую съёмку. Также для его отображения был добавлен эффект чёрно-белой плёнки (или же сепии), в то время как мир сюрреализма показан как цветной и психоделический. Примечательно то, что в фильме отсутствует музыка как таковая, и шум кинокамеры ничем не заглушался.

## Критика
Голландский обозреватель фильмов Хайс Хроб (нидерл. Gijs Grob) оказался разочарован картиной.

К сожалению, фильм очень длинный и не так впечатляет, как его родственные фильмы, например, "Квартира" (1968) или "Бармаглот" (1971). Не сильно отталкивает, да и не очень увлекает. "Спокойная неделя в доме" остается одним из немногих слабых фильмов Шванкмайера.
Оригинальный текст (англ.)Unfortunately, the film is too long, and it fails to be as impressive as related films like ‘The flat’ (1968) or ‘Jabberwocky’ (1971), being neither completely disturbing nor very entertaining. ‘A Quiet Week in the House’ remains one of Švankmajer’s rare weak films.

## Анализ и трактовка
Российский интернет-обозреватель артхаусного кино Daniluck[кто?] выразил мнение о том, что этот фильм в частности рассуждает на тему правды и лжи в мире СМИ.
1. Шурупы на кнопках печатной машинки олицетворяют болезненную правду, которую написать труднее всего.
2. Язык, который слизал остатки еды и превратился в газетные вырезки, олицетворяет журналиста, который пользуется недостоверными источниками и пишет лживые статьи.
3. Заводная игрушка в виде петушка олицетворяет журналиста, который пытается добраться до зёрен истины. Его каждый раз одёргивают, но после нескольких попыток он добивается своего. Однако общество, представленное в виде серванта, привыкло к лжи, а потому всячески отрицает правду.
4. Птицы, которые летят к свету и в одночасье погибают - люди, пытающиеся добраться до истины в современном обществе.
5. Недобросовестный журналист в виде пиджака со шлангом выкачивает информацию о какой-либо личности, которая в конечном счёте становится для неё губительной.
6. Проволока как поток бесконечной информации, которой журналист (в виде челюсти) связывает себе руки, лишая себя возможности написать правду.

О главном герое было сказано следующее:

Мы можем сделать вывод, что этот человек является тем, кто ищет истину, очень тщательно скрывая свою деятельность. И в конце концов, он минирует все дырки, чтобы потом взорвались все комнаты, за которыми скрывалась истина. И, собственно, правда о деятельности СМИ.